# The Beauty of Independence
| Críticas profissionais | Críticas profissionais |
| Avaliações da crítica  | Avaliações da crítica  |
| Fonte                  | Avaliação              |
| ---------------------- | ---------------------- |
| Allmusic               | [ 1 ]                  |
| HipHopDX               | [ 2 ]                  |
| XXL                    | (XL)                   |

The Beauty of Independence é o Extended Play estréia do grupo de hip hop estadunidense G-Unit. Foi lançado para Descarga digital em 25 de agosto de 2014, tendo incluindo seis faixas inéditas.

## Recepção

### Desempenho comercial
Com um total de 144,472 copias vendidas na primeira semana no Estados Unidos, o álbum alcançou a posição 17º na Billboard 200.. Alcançando também a 5º posição na Billboard R&B/Hip-Hop Albums, e a 3º posição na Billboard Rap Albums.

### Recepção da critica
O portal musical Allmusic deu três estrelas de cinco para o Extended Play.
A Revista XXL avaliou o álbum com quatro estrelas de em uma escala de cinco.
O site HipHopDX analisou o desempenho do álbum dando quatro estrelas entre cinco possíveis.

## Faixas
| N.º | Título                  | Produtor(es)              | Duração |  |
| 1.  | "Watch Me"              | Havoc                     | 3:22    |  |
| 2.  | "I Don't Fuck with You" | Lord Quest, Ky Miller     | 3:22    |  |
| 3.  | "Digital Scale"         | 45 Music                  | 4:14    |  |
| 4.  | "Dead a Pussy Nigga"    | Ryan “Ryu” Alexy, D.K.A.D | 3:05    |  |
| 5.  | "Changes"               | Ryan “Ryu” Alexy          | 4:05    |  |
| 6.  | "The Plug"              | Viruss Beats              | 3:20    |  |

| Faixas bônus - Best Buy |                 |              |         |  |
| N.º                     | Título          | Produtor(es) | Duração |  |
| 7.                      | "Ease Up"       | Miller       |         |  |
| 8.                      | "Big Body Benz" | Miller       |         |  |

## Desempenho nas paradas
| Paradas (2014)                                | Melhor posição |
| --------------------------------------------- | -------------- |
| Canadá (Billboard)                            | 17             |
| Estados Unidos (Billboard 200)                | 17             |
| Estados Unidos (Billboard Top Digital Albums) | 6              |
| Estados Unidos (Billboard Independent Albums) | 3              |
| Estados Unidos (Top R&B/Hip Hop Albums)       | 5              |
| Estados Unidos (Top Rap Albums)               | 3              |